# Asuan

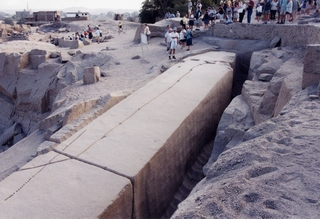
Nieukończony obelisk w Asuanie

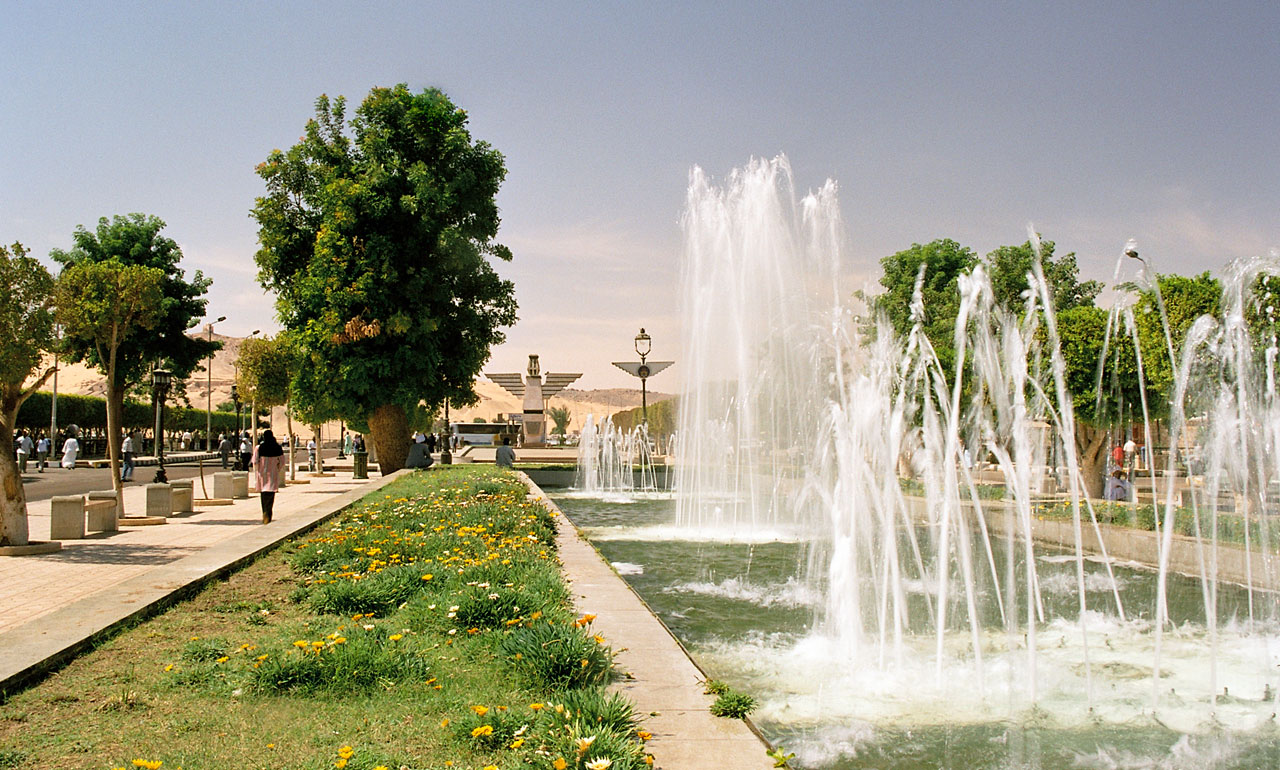
Widok wzdłuż jednej z głównych ulic Asuanu, łączącej stację kolejową z nabrzeżem Nilu

Asuan (arab. أسوان, Aswan, Aswān [ʔɑsˈwɑːn]; kopt. Ⲥⲟⲩⲁⲛ Souan [swɑn]) – miasto na południu Egiptu i zarazem stolica gubernatorstwa o tej samej nazwie. Miasto położone jest na wschodnim brzegu Nilu, przy pierwszej katarakcie i jest z tego powodu celem wycieczek oraz ważnym centrum lokalnej turystyki.
W pobliżu, znajduje się starożytny kamieniołom sjenitu (czerwonego granitu), w którym znaleziono fragmenty rzeźb i nieukończony największy obelisk. Powyżej, na Nilu zbudowano Wysoką Tamę. Spiętrzenie wód doprowadziłoby do bezpowrotnego zniszczenia zabytków w Abu Simbel i na wyspie File. Dzięki pomocy UNESCO zabytki zostały przeniesione w wyżej położone miejsca. Poniżej Wysokiej Tamy, czyli bliżej samego miasta Asuan, znajduje się zbudowana na początku XX wieku Tama Asuańska, starsza i niższa od Wysokiej.
Na Nilu w pobliżu Asuanu, znajdują się dwie duże wyspy – Elefantyna oraz Dżazirat an-Nabatat. Na Elefantynie znajduje się hotel Oberoi oraz wioski nubijskie, a Wyspa Kitchenera stanowi jako całość ogród botaniczny.
Asuan to jedno z najbardziej suchych zamieszkanych miejsc na świecie. Z tego powodu w większości osad nubijskich po prostu nie ma dachów.
W mieście rozwinął się przemysł spożywczy, włókienniczy, skórzany oraz metalowy.

## Historia Asuanu
| s | wn · n | t · niwt |

| s | wn · n | t · niwt |

 Przez większość starożytności Asuan (gr. Syene, eg. Swnet) był bardzo ważnym miastem starożytnego Egiptu. W 331 p.n.e. znalazł się w państwie Aleksandra Wielkiego, a po jego rozpadzie w Państwie Ptolemeuszów.
Cesarz Oktawian August przyłączył Egipt wraz z Syene do Imperium rzymskiego. W roku 640 Asuan znalazł się w granicach Kalifatu Bagdadzkiego, a od 800 w podległym mu Państwie Aglabidów. Od roku 969 mieścił się w granicach Państwa Fatymidów, od 1171 Ajjubidów, a od 1250 państwa mameluków. Sułtan Selim I Groźny przyłączył w 1517 Syene i resztę Egiptu do Imperium osmańskiego. Dopiero w 1805 Asuan znalazł się w niepodległym Egipcie rządzonym przez Muhammada Alego, ale w 1849 znowu w państwie tureckim.
W 1882 doszło do interwencji brytyjskiej w Egipcie. Od tego czasu Asuan stał się jednym z najważniejszych miast okupowanego przez Brytyjczyków Egiptu, a od 1914 Protektoratu Brytyjskiego. Od 1922 roku Egipt cieszy się niepodległością, a Asuan jest dalej jednym z ważniejszych jego miast.

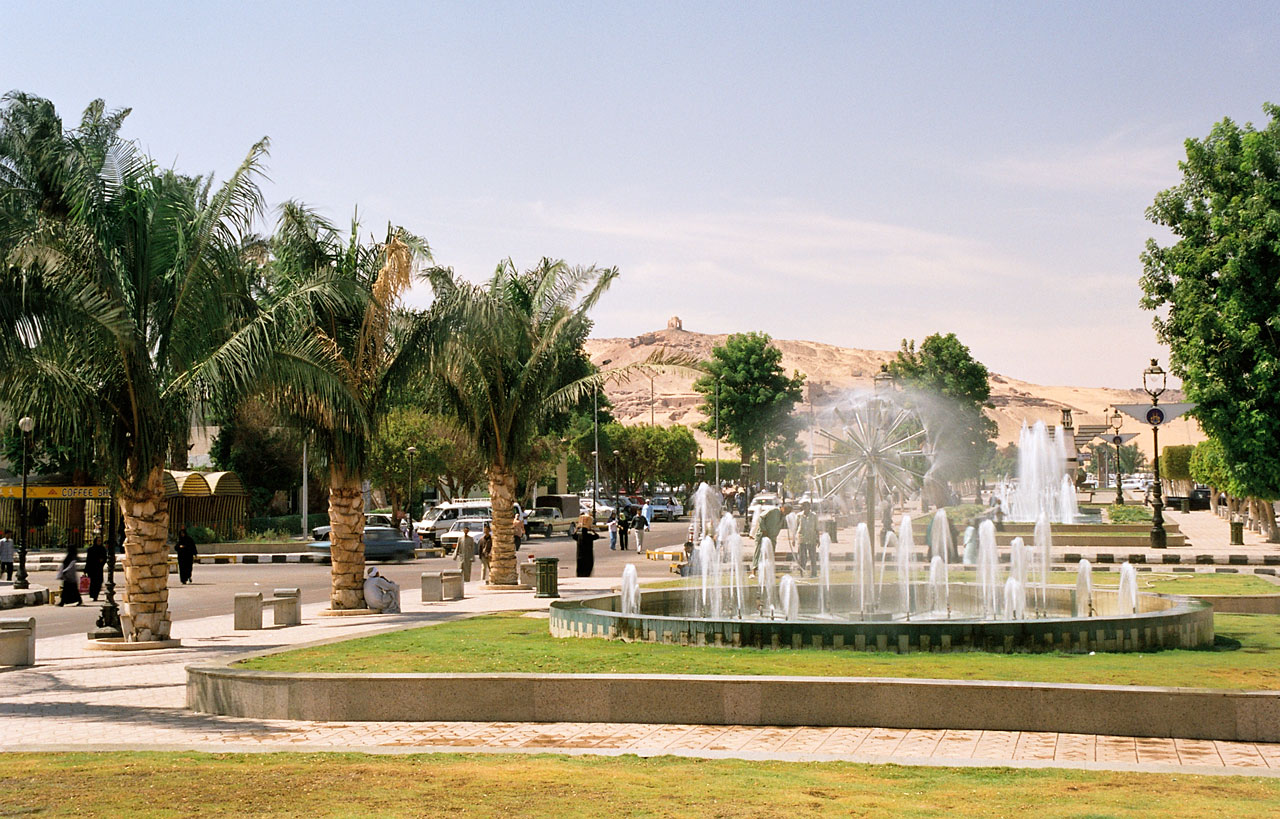
Inny widok ulicy łączącej stację kolejową z nabrzeżem Nilu
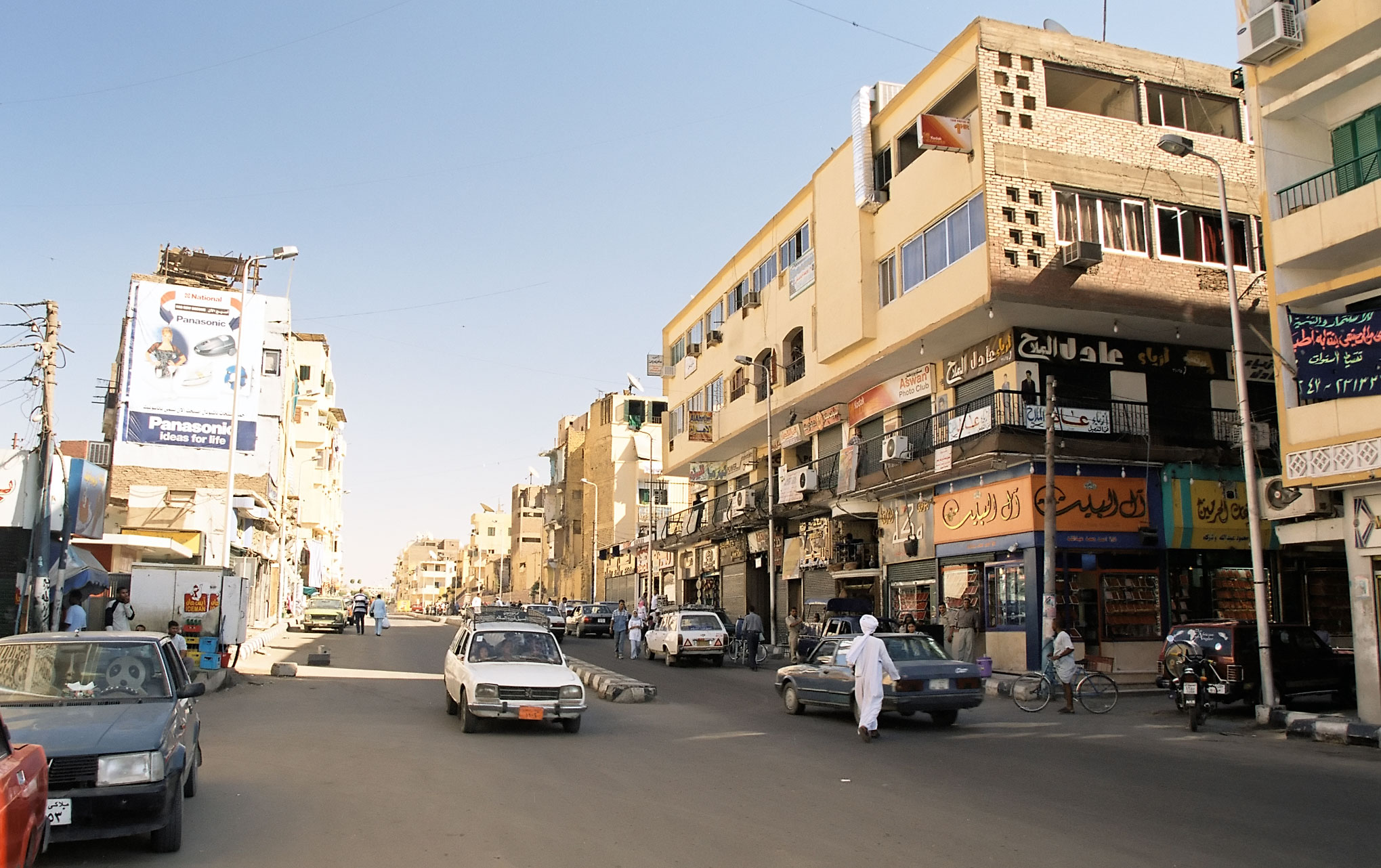
Jedna z ulic prostopadłych do Corniche, Asuan
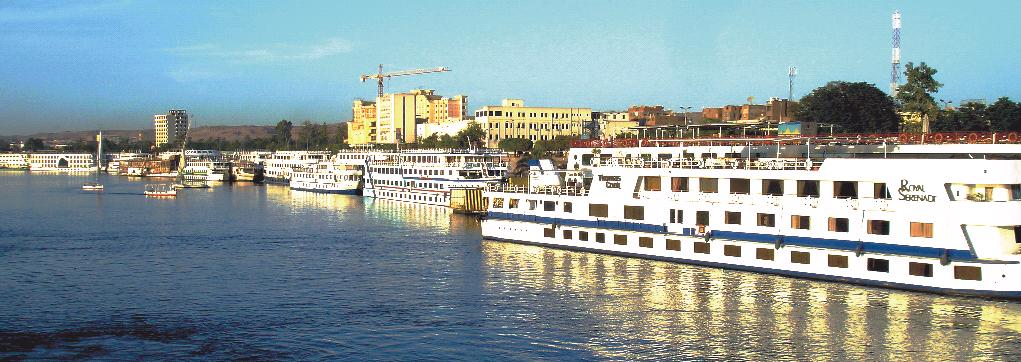
Asuan